# Exochus variegatus
Exochus variegatus är en stekelart som beskrevs av Valentina I. Tolkanitz 1993. Exochus variegatus ingår i släktet Exochus och familjen brokparasitsteklar. Inga underarter finns listade i Catalogue of Life.